# Anatolische luipaard
De Anatolische luipaard (Panthera pardus tulliana) werd in de 19e eeuw voorgesteld als een ondersoort van de luipaard die inheems was in het zuidwesten van Anatolië. In dit deel van Turkije wordt de luipaardpopulatie sinds het midden van de jaren 1970 als uitgestorven beschouwd.

## Verspreiding en leefgebied
De Anatolische luipaard wordt verondersteld te zijn voorgekomen in de Egeïsche Zeeregio en westelijke delen van Turkije. Hij werd niet waargenomen in de Zwarte Zeeregio. Restanten van stenen vallen voor luipaarden en Kaspische tijgers uit het Romeinse Rijk zijn te vinden in het Taurusgebergte.
Omdat tot medio de jaren 1980 geen onderzoeken in het westen van Turkije werden gehouden, wisten biologen niet zeker of luipaarden nog steeds voorkwamen in dit deel van Anatolië. Waarnemingen uit de omgeving van Alanya in het zuiden van het Lycische schiereiland suggereerden dat er in de vroege jaren 1990 een verspreide populatie bestond tussen Finike, Antalya en Alanya. Verse fecale restanten gevonden in het Nationaal Park Termessos in 1992 werden toegeschreven aan een Anatolische luipaard. Een decennium later werden er geen tekenen van de aanwezigheid van luipaarden meer waargenomen in dit nationaal park.
Tijdens onderzoek uitgevoerd tussen 1993 en 2002 vonden zoölogen aanwijzingen voor luipaarden in de bovenste bos- en alpiene zones van het Pontisch gebergte in Noord-Anatolië. In dit gebied leven als mogelijke prooidieren wilde hoefdieren zoals herten, gemzen, wilde geiten en wilde zwijnen, maar ook Europese haas en korhoen. Het is onbekend of er nog steeds luipaarden bestaan in Anatolië. Uitgebreide jacht voor trofeeën wordt verondersteld de voornaamste factor te zijn voor de achteruitgang en mogelijk uitsterven van de Anatolische luipaard. Een jager genaamd Mantolu Hasan doodde ten minste vijftien luipaarden in de periode 1930 tot 1950.
In het oosten van Turkije overlapt het bereik van de Anatolische luipaard met het bereik van de Perzische panter. De Perzische panter (Panthera pardus saxicolor) is een ondersoort die in de recentste studies niet langer wordt erkend, maar is opgenomen bij de Anatolische panter. In november 2013 werd in het district Çınar van de provincie Diyarbakır een luipaard gedood door een herder.
Luipaarden waargenomen in Galilea, de Golanhoogte en de woestijn van Judea worden beschouwd als Arabische luipaarden. Het laatste luipaard in Syrië zou in 1963 in het Alauwitgebergte zijn gedood.
Achterindische panter (P. p. delacouri) · Indische panter (P. p. fusca) · Sri Lankaanse panter (P. p. kotiya) · Javaanse panter (P. p. melas) · Arabische luipaard (P. p. nimr) · Amoerpanter (P. p. orientalis) · Afrikaanse luipaard (P. p. pardus) · Perzische panter (P. p. saxicolor) · Anatolische panter (P. p. tulliana)